# Terra Sancta College
Terra Sancta College – jeden z franciszkańskich konwentów w nowej części Jerozolimy w Izraelu.

## Historia
Kompleks Terra Sancta College został wybudowany w 1926 r. na szczycie wzgórza pośród pierwszych zabudowań dzielnicy żydowskiej Rehavia, jak również pośród pierwszych domów arabskiej dzielnicy Talbieh. Główny budynek kompleksu, dzieło włoskiego architekta Antonio Barluzziego, to czteropiętrowa budowla neoklasycystyczna w stylu z końca XIX w. Przylega do niego kaplica, jak również rezydencja wybudowana w 1933 r. Ogrom budynku i jego położenie na rogu jednego z głównych skrzyżowań miasta, nadają mu imponujący wygląd. Bryłę wieńczy wieżyczka, na której znajduje się kopia rzeźby Madonny z iglicy Duomo w Mediolanie.
Sam kompleks, zrealizowany przez włoskie Stowarzyszenie Świętego Pawła z Mediolanu, znany był przed II wojną światową, jako "dzieło kardynała Ferrari" i funkcjonował jako szkoła. Po zaledwie dwóch i pół roku swojej działalności, została ona jednak zamknięta ze względów finansowych. W listopadzie 1929 zadania instytucji przejęła Franciszkańska Kustodia Ziemi Świętej, która zorganizowała w budynku szkołę podstawową i średnią, nadając kompleksowi przy Keren Hayesod Street jej obecną nazwę, czyli Jerozolimski Terra Santa College. Szkoła działająca osiemnaście lat (1929-1947) była otwarta dla wszystkich uczniów "dobrego usposobienia (...) każdego wyznania i narodowości", o czym świadczy fakt, że w 1942 r. szkoła liczyła 475 uczniów różnego wyznania i narodowości. Uczęszczali do niej Arabowie zarówno chrześcijanie jak i muzułmanie, ale także Ormianie i Żydzi.
Organizacja szkoły, program nauczania, jak i wszelkiego rodzaju działalność pozalekcyjna opierały się na angielskim systemie szkół publicznych. Program szkolny był wzbogacony licznymi formami działalności sportowej, kulturalnej, społecznej i rekreacyjnej, które miały na celu ulepszenie formacji fizycznej i duchowej wychowanków. Od 1931 r. szkoła wydawała periodyk The Review of the Terra Santa College, którego publikacja została zawieszona w 1942 r. z powodu braku papieru drukarskiego w czasie II wojny światowej. Ze względu na panującą wówczas międzynarodową sytuację polityczną dotychczasowa włosko brzmiąca nazwa szkoły Terra Santa College, została zamieniona na łacińską – Terra Sancta College. Na początku 1947 kompleks Terra Sancta College został włączony w brytyjską strefę bezpieczeństwa. Oznaczało to brak możliwości łatwego i wolnego dostępu do szkoły, zarówno dla studentów jak i profesorów, a co za tym idzie, zawieszenie jej działalności. W chwili wygasania mandatu brytyjskiego budynek został przejęty 15 maja 1948 przez Haganah – izraelską organizację wojskową, a pół roku później wynajęty przez Kustodię Ziemi Świętej Uniwersytetowi Hebrajskiemu. Od tego momentu Terra Sancta College służył jako centrum akademickie i administracyjne uniwersytetu, podczas gdy Kustodia, która nadal utrzymywała wewnątrz budynku symboliczną własność części jednego skrzydła, kontynuowała używanie przyległej do niego kaplicy.
Rozmowy pomiędzy Uniwersytetem Hebrajskim i Kustodią Ziemi Świętej doprowadziły do podpisania w 1998 r. porozumienia, na mocy którego katolicy odzyskali cały kompleks zabudowań w celu prowadzenia w nim własnej działalności. Od 2004 r. Terra Sancta College zamieszkuje na stałe wspólnota franciszkańska. Budynek jest siedzibą Centrum Kulturalnego Kustodii Ziemi Świętej, a także filią łacińskiej parafii w Jerozolimie. Na terenie obiektu mieszkają studenci uczęszczający na wykłady do Franciszkańskiego Studium Biblijnego, stypendyści Kustodii, jak również wolontariusze, którzy współpracują z Kustodią w licznych prowadzonych na terenie Jerozolimy badaniach naukowych, pracach duszpasterskich, przedsięwzięciach kulturalnych i społecznych.
Z franciszkańską wspólnotą w Terra Sancta College współpracują siostry ze zgromadzenia Franciszkanek Maryi Niepokalanej.